# Ovansjö, Sundsvalls kommun
Ovansjö är en ort i Njurunda socken i Sundsvalls kommun belägen norr om Bölesjön. SCB har för bebyggelsen i Ovansjö tillsammans med bebyggelse väster om sjön i norra delen av byn Gomaj avgränsat en småort namnsatt till Ovansjö och Gomaj (norra delen).